# Church Stowe
Church Stowe är en by i Northamptonshire i England. Byn är belägen 7,5 km 
från Daventry. Orten har 140 invånare (2009).